# HIP 41378 f
HIP 41378 f è un pianeta extrasolare orbitante attorno alla stella di classe F V HIP 41378 nella costellazione del Cancro, a circa 378 anni luce dal Sole. È un gigante gassoso molto simile a Giove per dimensioni, e dista circa 205 milioni di chilometri dalla sua stella; del sistema fanno parte anche altri quattro pianeti che appartengono alla categoria dei nettuniani caldi.
Come gli altri pianeti di HIP 41378, è stato scoperto con il metodo del transito tramite la seconda parte (K2 mission) della missione Kepler.

## Caratteristiche
Nel 2016, ai tempi della scoperta avvenuta col telescopio spaziale Kepler, si stimò un periodo orbitale del pianeta di 324 giorni,, tuttavia successivi studi, come quello del 2018 fatto durante la missione estesa di Kepler (K2) e quello del 2019 analizzando i dati ottenuti col telescopio spaziale TESS hanno rivisto alcuni parametri dei pianeti. HIP 41378 f orbita attorno alla stella in 542 giorni a circa 1,4 UA dalla stella, all'interno della sua zona abitabile, poiché essa è un po' più calda e luminosa del Sole. Gli ultimi studi hanno permesso anche di stimare una massa estremamente bassa rispetto alle dimensioni del pianeta, il cui raggio è 9,2 r⊕, vale a dire il 91% di quello di Giove. La massa è risultata essere "solo" 12±3 M⊕, di gran lunga inferiore a quelle di Urano e Nettuno, e la densità risulta essere solo 0,09±0,02 g/cm³, estremamente più bassa di quella di Saturno, il pianeta meno denso del sistema solare e la cui massa è 0,69 g/cm³. 
Non è chiaro agli astronomi come possa essersi formato un pianeta a così bassa densità in un sistema che ha un'età attorno ai 3 miliardi di anni, non è previsto dai modelli conosciuti di formazione planetaria, risposte più chiare potrebbero venire con osservazioni future col il telescopio spaziale James Webb o con la sonda PLATO. Una spiegazione suggerita potrebbe essere che il pianeta sia circondato da anelli molto spessi che hanno portato alla sovrastima del suo raggio, oppure che sia un pianeta super-puff, con un piccolo nucleo e un'atmosfera estremamente estesa di idrogeno ed elio e la cui causa è da ricercarsi nell'interazione tra i venti atmosferici e la magnetosfera del pianeta, che tende a scaldare il pianeta "gonfiando" la sua atmosfera. 
Uno studio pubblicato nel febbraio del 2020 considera probabile l'ipotesi che sia circondato da anelli, poiché spiegherebbe meglio la bassa densità rilevata e la sovrastima del raggio, e sarebbe compatibile con la curva di luce osservata della stella. Al contrario, gli autori dello studio pensano che data la distanza dalla stella (1,4 UA) difficilmente un pianeta potrebbe gonfiarsi fino a quel punto tanto da essere un super-puff. Gli anelli avrebbero una densità di 1,23 g/cm³ e si estenderebbero da 1,05 a 2,6 il raggio del pianeta, che in questo caso sarebbe di 3,7+0,3
−0,2 r⊕, decisamente minore di quello stimato al momento della scoperta e che non ha tenuto conto dell'eventuale presenza di anelli.
La sua temperatura di equilibrio è di 294 K, e nonostante riceva il 24% in più della radiazione che riceve la Terra dal Sole, eventuali esolune di dimensioni terrestri in orbita attorno a esso potrebbero avere le condizioni per ospitare acqua liquida in superficie. Harada e colleghi, tramite uno studio del 2023 basato su simulazioni al computer, hanno mostrato che un'eventuale grossa esoluna avente una massa di 0,15 M⊕ e un raggio di 0,53 r⊕, ovvero delle dimensioni di Marte, potrebbe sopravvivere attorno al pianeta su un'orbita stabile per lunghi periodi di tempo.